# The Eagle and The Raven
The Eagle and The Raven es una novela histórica de 1990 escrita por el autor estadounidense James A. Michener con ilustraciones de Charles Shaw. Originalmente la historia narrada en este libro iba a ser el cuarto capítulo de la novela de 1985 Texas, pero fue eliminado en la versión final. A insistencia de su exsecretaria, Debbie Brothers, Michener decidió publicarlo como una novela independiente.

## Resumen del argumento
La novela es un estudio del carácter de dos figuras dominantes en lados opuestos de la Guerra de Independencia de Texas: Samuel Houston («the raven», en inglés «el cuervo») y Antonio López de Santa Anna («the Eagle», en inglés «el águila»). Se presentan las similitudes entre las carreras y vidas de ambos, así como los elementos que los contrastan y se narra la única batalla en la que ambos personajes se encuentran: la Batalla de San Jacinto (1836), la cual decidió el resultado de la guerra. 